# Ясукуні-Мару
Ясукуні-Мару (Yasukuni Maru) — судно, яке під час Другої світової війни взяло участь в операціях японських збройних сил на Маршаллових та Каролінських островах і Новій Гвінеї.

## Загальна інформація
Ясукуні-Мару спорудили в 1930 році на корабельні Mitsubishi Zosen у Нагасакі на замовлення компанії Nippon Yusen Kaisha.
Остання поставила судно на свою європейську лінію, під час роботи на якій судно відвідувало Шанхай, Гонконг, Сінгапур, Пенанг, Коломбо, Аден, Суец, Порт-Саїд, Неаполь, Марсель, Гібралтар та Лондон.
25 жовтня 1939-го Ясукуні-Мару реквізували для потреб Імперського флоту Японії, проте вже 11 грудня того ж року повернули цивільним власникам. 29 жовтня 1940-го судно реквізували повторно, після чого з 30 жовтня 1940 по 11 січня 1941 воно пройшло на корабельні ВМФ у Куре переобладнання у плавучу базу підводних човнів. У межах цих заходів Ясукуні-Мару отримало шість 152-мм гармат та дві спарені установки 13,2-мм зенітних кулеметів. По завершенні модернізації Ясукуні-Мару стало плавбазою 1-ї ескадри підводних човнів.

## Служба у грудні 1941— грудні 1942
У початковий період війни чимало японських підводних човнів здійснювала походи з атола Кваджелейн (Маршаллові острови). Як наслідок, 7—15 грудня 1941 Ясукуні-Мару здійснила перехід з Куре до Кваджелейну, хоча невдовзі корабель втратив свої функції плавбази 1-ї ескадри (її мала тепер обслуговувати плавбаза Хейан-Мару, що на початку січня також прибула на Маршаллові острови).
1 лютого 1942-го Кваджелейн став ціллю для рейду американського авіаносного з'єднання, під час якого потоплено чи пошкоджено ряд кораблів та суден, зокрема в Ясукуні-Мару пошкоджено кормову частину внаслідок прямого влучання бомби. 20 лютого — 1 березня корабель перейшов до Куре.
10 квітня 1942-го Ясукуні-Мару призначили плавбазою 3-ї ескадри підводних човнів, кораблі якої невдовзі вирушили на Кваджелейн. 23 квітня — 5 травня Ясукуні-Мару також пройшла на цей атол, де перебувала понад 3 місяці.
6—9 серпня 1942-го плавбаза здійснила перехід з Кваджелейну на атол Трук у центральній частині Каролінських островів, де ще до війни облаштували головну базу японського ВМФ у Океанії. Якраз під час цього переходу союзники висадились на сході Соломонових островів, що започаткувало шестимісячну битву за Гуадалканал. Наступні три місяці Ясукуні-Мару забезпечувало роботу човнів своєї ескадри з Труку, а 5 листопада вийшло звідси та невдовзі приєдналось до конвою, що прямував з Рабаула (головна передова база в архіпелазі Бісмарка, з якої здійснювались операції на Соломонових островах та сході Нової Гвінеї) до Палау (важливий транспортний хаб на заході Каролінських островів). 12 листопада конвой прибув на Палау, а 23 листопада Ясукуні-Мару досягнула Куре.

## Служба у 1943 році
Невдовзі Ясукуні-Мару залучили до операції «Хей Го», метою якої було доставлення нових військових контингентів для посилення гарнізонів на північному узбережжі Нової Гвінеї. 4—6 січня 1943-го корабель перейшов до корейського порту Пусан, де прийняв на борт близько 1,5 тисячі бійців 20-ї піхотної дивізії. 8—15 січня Ясукуні-Мару у складі другого ешелону конвою «Хей № 1 Го» пройшла з Пусану до Палау, а 17 січня вирушила далі. Невдовзі після виходу вона сіла на мілину та відстала від свого конвою, втім, її швидко зняли звідти і вже 19 січня корабель знову попрямував до Нової Гвінеї. 22 січня Ясукуні-Мару зустрів есмінець «Хацуюкі» (забезпечував проходження другого ешелону «Хей № 1 Го») та провів її до Веваку (тут була головна японська база на Новій Гвінеї). Після швидкого розвантаження Ясукуні-Мару під ескортом «Хацуюкі» 22—25 січня повернулась на Палау, а вже 4 лютого була в китайському порту Ціндао. 7—14 лютого Ясукуні-Мару у складі третього ешелону конвою «Хей № 3 Го» пройшла з Ціндао до Палау, а 21—24 лютого здійснила перехід у Вевак. 25 лютого Ясукуні-Мару полишила Нову Гвінею та 4 лютого прибула до Куре.
20—27 березня 1943-го Ясукуні-Мару пройшла на Трук, при цьому на завершальному етапі переходу її зустрічав есмінець «Кійонамі» (американські підводні човни постійно патрулювали поблизу цієї важливої бази). Надалі плавбазу неодноразово залучали до транспортних операцій. Так, на початку травня 1943-го Ясукуні-Мару опинилась на Палау, звідки 11—18 травня у складі конвою № 2501 здійснила перехід до Балікпапану (центр нафтовидобувної промисловості на сході Борнео), а 13—23 жовтня ходила з Палау до Веваку у складі конвою «Вевак № 11».
5—14 грудня 1943-го Ясукуні-Мару в конвої № 4205 пройшла з Труку до Йокосуки.

## Останній рейс
24 січня 1944-го Ясукуні-Мару у складі конвою вийшло з Йокосуки на Трук, маючи на борту запчастини для підводних човнів і торпеди, а також близько 1200 військовослужбовців. Планувалось, що після прибуття до пункту призначення плавбаза стане флагаманським кораблем Шостого флоту (океанські підводні човни) замість навчального крейсера «Каторі».
У перші години 31 січня 1944-го в районі за п'ять з половиною сотень кілометрів на північний захід від Труку підводний човен USS Trigger атакував конвой. Перший залп по транспортах виявився безрезультатним, так само як і два наступні по есмінцю охорони. Нарешті, 2 із 5 торпед четвертого залпу поцілили Ясукуні-Мару, після чого плавбаза затонула лише за 5 хвилин. Загинули майже всі, хто перебували на її борту, хоча есмінцю «Сірацую» вдалось підібрати 43 вцілілих.